# Cytospora chrysosperma
Cytospora chrysosperma (Pers.) Fr. – gatunek grzybów z klasy Sordariomycetes. Grzyb mikroskopijny, wywołujący chorobę zgorzel kory topoli.

## Systematyka i nazewnictwo
Pozycja w klasyfikacji według Index Fungorum: Cytospora, Valsaceae, Diaporthales, Diaporthomycetidae, Sordariomycetes, Pezizomycotina, Ascomycota, Fungi.
Po raz pierwszy opisał go w 1794 r. Christiaan Hendrik Persoon, nadając mu nazwę Sphaeria chrysosperma. Obecną, uznaną przez Index Fungorum nazwę nadał mu Elias Fries w 1823 r.
Synonimy:
- Bostrychia chrysosperma (Pers.) Fr. 1819
- Engizostoma sordidum (Nitschke) Kuntze 1898
- Hypoxylon cirrhatum (Hoffm.) Bull. 1791
- Naemaspora chrysosperma (Pers.) Pers. 1796
- Sphaeria chrysosperma Pers. 1794
- Sphaeria cirrhata Hoffm. 1787
- Valsa sordida Nitschke 1870[3][3].

## Morfologia i rozwój
W korze porażonych drzew na podkładkach tworzy zanurzone, tarczowate konidiomy w kształcie kolby lub stożkowate, z licznymi komorami. Mają barwę od szarej do czarnej, średnicę 0,21–0,33 mm (x = 0,22 mm, n = 20) i jedno ujście. Ostiole średnioszare, widoczne, o średnicy 62–85 µm (x = 76 µm, n = 20). Komory złożone, wielokomorowe, o wspólnych ścianach, o średnicy 0,64–1,26 mm (x = 1,01 mm, n = 20). Konidiofory szkliste, nierozgałęzione lub sporadycznie rozgałęzione u podstawy, 17,3–28,2 µm (x = 22,6 µm, n = 20). Konidia szkliste, jajowate, wydłużone z gutulami, jednokomórkowe, 4,0–5,6 × 0,8–1,3 µm (x = 4,7 × 1,2 µm, n = 50).
Kolonie w hodowli początkowo białe, po 6–7 dniach częściowo bladożółte, ale głównie białe, płaskie, filcowate, z jednorodną teksturą. Na PDA tworzą się sporadycznie konidiomy. Obszar zanurzonej w korze podkładki, wyłaniający się przez pęknięcie kory, ma średnicę 1,62–2,46 mm (x = 2,13 mm, n = 20). Owocniki w podkładce zwykle rozproszone, okrągłe do jajowatych, o średnicy 0,86–1,19 mm (x = 0,97 mm, n=20). Krążek zwykle przesłonięty przez ciasno ułożone szyjki ostioli, gdy jest widoczny ma barwę od jasnobrązowej do czarnej, jest prawie półkulisty, okrągły do jajowatego, o średnicy 0,20–0,34 mm (x = 0,30 mm, n = 20), z 4-8 ostiolami ułożonymi obwodowo. 4–8 perytecjów ułożone kołowo w czarnej endostromie, o kształcie kolby lub kuli i średnicy 0,26–0,34 mm (x = 0,30 mm, n = 20). Worki wydłużone, jajowate, 38,6–43,8 × 5,1–6,2 µm (x = 40,3 × 5,4 µm, n = 20), 8-zarodnikowe. Askospory, wydłużone, kiełbaskowate, cienkościenne, szkliste, jednokomórkowe, 8,3-13,1 × 2,0-2,8 µm (x = 11,1 × 2,4 µm, n = 50).
Saprotrof i pasożyt rozwijający się w miękiszu kory różnych gatunków topoli (Populus). Zarodniki płciowe (askospory) tworzą się rzadko, grzyb tworzy głównie bezpłciowe anamorfy. Wytwarzane przez nie konidia są zlepione śluzem i tworzą wstęgi. Przenoszone są przez wiatr, deszcz i owady. Infekują miazgę kory drzew głównie przez rany. Grzyb zimuje w postaci grzybni i zarodników (zarówno konidiów, jak i askospor) w porażonej korze drzew.